# Anevo
Anevo (Bulgaars: Анево) is een dorp in Centraal-Bulgarije. Het dorp is gelegen in de gemeente Sopot, oblast Plovdiv. Het dorp ligt 2 km ten westen van Sopot en 7 km ten westen van Karlovo, 66 km ten noorden van Plovdiv, 58 km ten zuiden van Trojan en 134 km ten oosten van Sofia.

## Bevolking
In 1884 telde het dorp Anevo 339 inwoners. Dit aantal nam continu toe en bereikte in 1985 een maximum van ongeveer 1.350 personen. Vanwege de verslechterde economische situatie in de regio verlieten honderden mensen het dorp, waardoor de bevolking langzaam maar geleidelijk is afgenomen. Op 31 december 2019 telde het dorp 1.001 inwoners.
|  |

De grootste etnische groep in het dorp vormden de etnische Bulgaren: 708 personen, oftewel 76,5% van de respondenten in de volkstelling van februari 2011. De grootste minderheid vormden de Turken: 170 personen, oftewel 18,4% van de respondenten. De Roma vormden 4,5%, een totaal van 42 personen.
| Etnische samenstelling van de respondenten (2011) | Etnische samenstelling van de respondenten (2011) | Etnische samenstelling van de respondenten (2011) | Etnische samenstelling van de respondenten (2011) | Etnische samenstelling van de respondenten (2011) |
| ------------------------------------------------- | ------------------------------------------------- | ------------------------------------------------- | ------------------------------------------------- | ------------------------------------------------- |
|                                                   |                                                   |                                                   |                                                   |                                                   |
| Bulgaren                                          | Bulgaren                                          |                                                   | 76,5%                                             | 76,5%                                             |
| Turken                                            | Turken                                            |                                                   | 18,4%                                             | 18,4%                                             |
| Roma                                              | Roma                                              |                                                   | 4,5%                                              | 4,5%                                              |
| Anders/Onbekend                                   | Anders/Onbekend                                   |                                                   | 0,6%                                              | 0,6%                                              |

In het dorp wonen christenen (±75%) en moslims (±25%) in vrede en harmonie met elkaar, hetgeen religieuze tolerantie in de regio symboliseert. De etnische Bulgaren zijn vooral christelijk, terwijl de etnische Turken vooral islamitisch zijn. Onder de Roma zijn zowel christenen als moslims.